# 츠판퇀

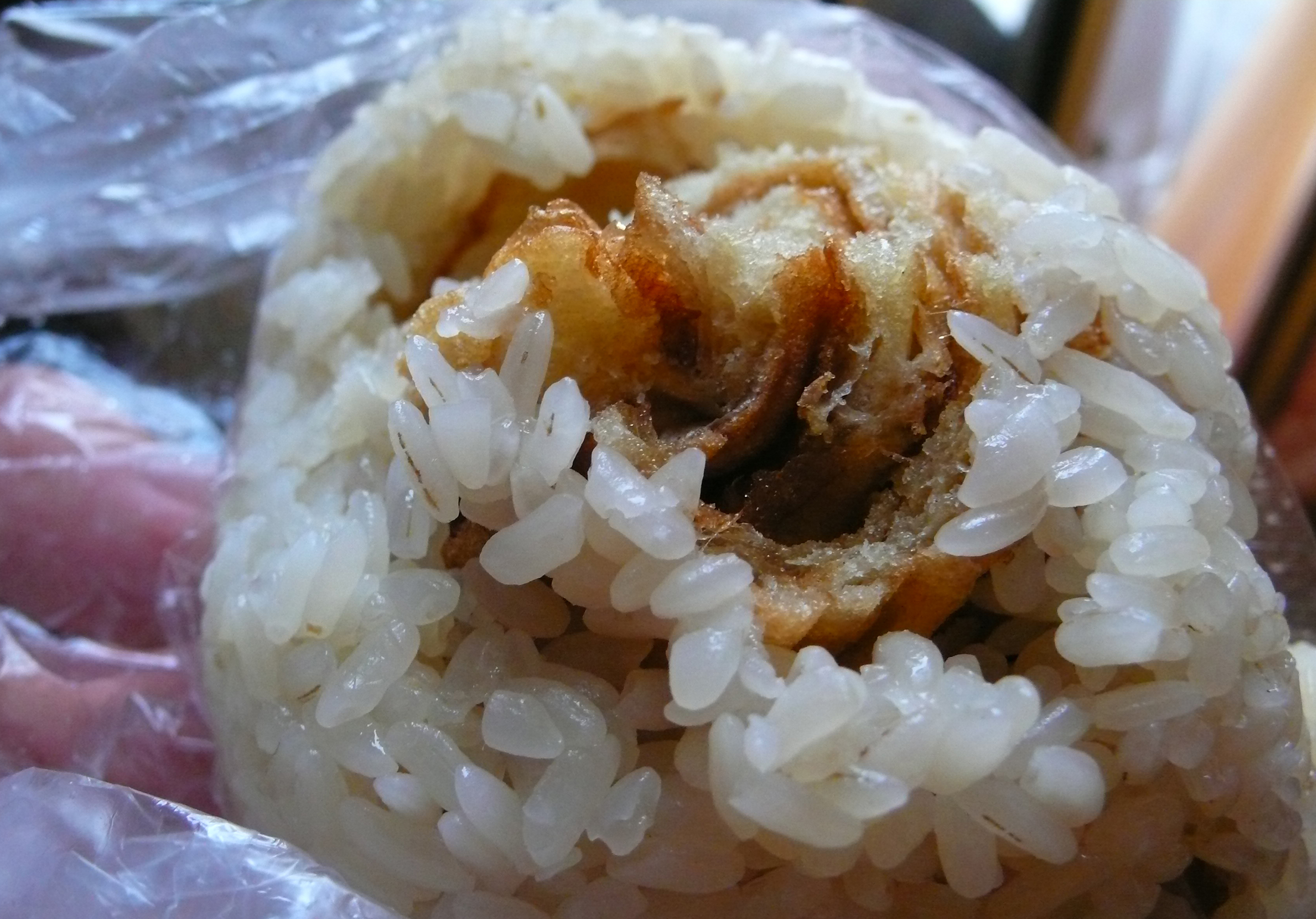
츠판퇀

츠판퇀(粢飯糰/粢饭团) 혹은 판퇀(飯糰/饭团)은 중국 요리로 일종의 주먹밥이다. 여우탸오나 러우쑹 등의 재료들을 포함한다. 화난 지역에서 유래했으며 홍콩과 대만에서도 흔하다.

## 같이 보기
- 주먹밥
- 노마이가이
- 오니기리
- 자렁
- 쭝쯔